# 이원찬 (성우)
이원찬(1973년 8월 21일 ~ )은 대한민국의 성우로, 2000년 대교방송 성우극회 공채 4기로 입사했다가, 2002년 문화방송 성우극회 공채 16기로 입사했다.

## 출연작품

### 다큐
- 말레이시아 해저 탐험 (NGC)
- 산업실록 (산업방송 채널 i)
- 2004.10.12 ~ 2004.12.14 MBC HD 특선 다큐멘터리 <글로벌 마켓>
- 2006.06.05 ~ 2008.02.25 붕어낚시 월척특급 (FTV)
- 2009.11.28 MBC 세계다큐기행 <BBC 건강다큐 음식에 숨겨진 6가지 비밀 - 제1부 체질을 바꾸는 법>
- 2009.12.05 MBC 세계다큐기행 <BBC 건강다큐 음식에 숨겨진 6가지 비밀 - 제2부 섹시하게 사는 법>
- 2010.01.16 MBC 세계다큐기행 <BBC 건강다큐 음식에 숨겨진 6가지 비밀 - 제6부 스트레스 줄이는 법>
- 2010.04.10 MBC 세계다큐기행 <BBC 건강다큐 우리 몸 알아야 산다. - 간, 위, 장>

### 외화
- CSI 과학수사대 (MBC)
- CSI 뉴욕 (MBC)
- CSI 마이애미 (MBC)
- 24 (텔레비전) (MBC)
- 4월 이야기 (MBC) - 하루키(카츠나리 민노)
- 가위손 (MBC) - 수리공(스티븐 브릴)
- 그들만의 리그 (MBC)
- 나이트 플라이트(SBS) - 남학생(맥스 캐쉬) / TV 방송 / 경호원
- 대진제국 (MBC) - 경감
- 더 길티 (MBC) - 마일즈(브루스 하우드) / 경찰(히로 가나가와)
- 더 록 (MBC) - 피터슨(존 롤린) / 갬블(그레그 콜린스)
- 록 스탁 앤 투 스모킹 배럴즈 (MBC)
- 롬멜 (CNTV) - 히틀러
- 마틸다 (MBC)
- 미션 임파서블 2 (MBC) - 맥클로이의 화학자(기찬)
- 미션 임파서블 3 (MBC) - 줄리아 납치범(마이클 베리 주니어) / 신부(제임스 샨클린)
- 마스터 앤드 커맨더: 위대한 정복자 (MBC) - 선원(윌리엄 매너링)
- 바닐라 스카이 (MBC) - 의사(카메론 왓슨)
- 버티칼 리미트 (MBC) - 기술자(콜린 모이)
- 베스트 맨 (MBC)
- 본 아이덴티티 (MBC) - 롤린스(빈센트 프랭클린)
- 본 슈프리머시 (MBC) - 키릴(칼 어번)
- 본 콜렉터 (MBC) - 경찰(리차드 제만)
- 붉은 수수밭  (MBC) - 삼포의 부하(요이가)
- 블레이드 2 (MBC) - 직원(레녹스 브라운)
- 세상의 중심에서 사랑을 외치다 (MBC)
- 소림축구 (SBS) - 악마팀 골키퍼 (조화)
- 소살리토 (MBC) - 중국인(디어 왕)
- 스타워즈 에피소드 5 (MBC) - 반란군(노만 챈서)
- 스타워즈 에피소드 6 (MBC) - 제국군(알렌 플라임)
- 스트리트 파이터 (MBC)
- 시카고 (MBC) - 기자(숀 웨인 도일)
- 신수호지 2011 (WOW 한국경제 TV)
- 안토니아스 라인 (MBC)
- 애수 (MBC)
- 애프터 썬셋 (MBC) - 호텔 매니저(존 마이클 히긴스) / 경비원(안소니 레이놀즈)
- 언더월드 (MBC) - 아담 박사 (웬트워스 밀러)
- 엘프 (MBC) - 직원(앤디 릭터)
- 아스테릭스 2: 미션 클레오파트라 (MBC) - 바이킹(베르나르 파시)
- 에어 포스 원 (MBC) - 부기장(칼 웨인트라웁)
- 와호장룡 (MBC) - 송명(송동)
- 우러러보니 존귀한 (채널J) - 쿠와타 (사노 가쿠)
- 의천도룡기 (MBC) - 학필옹, 공성대사
- 잃어버린 세계 (MBC)
- 제너레이션 워 (CNTV)
- 종착역 (MBC)
- 중안조 (MBC) - 납치범(여국악)
- 지옥의 베를린 타워 (MBC) - 알베르트(크리스티안 보나우)
- 캡틴 아메리카: 윈터 솔져 (MBC) - 안전 사회 의원(버나드 화이트) / 벤 스턴(게리 샌들링)
- 코어 (MBC) - 기술자(흐로드가 매튜스)
- 타인의 삶 (MBC) - 죄수(바스티안 트로스트)
- 트렁크 속의 연인들 (MBC)
- 파워 오브 원 (MBC) - 어린 보타(로비 불럭)
- 폴리스 스토리 (MBC) - 법원 직원(곽요량)
- 폴리스 스토리 2 (MBC) - 주도의 부하(윤발) / 경찰(룡천생)
- 프로젝트 B (MBC) - 경비원(하자만)
- 피아니스트 (MBC) - 도로타의 오빠(미하우 제브로프스키)
- 하늘과 땅 (MBC) - 리리의 큰오빠(더스틴 응우옌)
- 함정 (MBC)
- 무인 곽원갑 (MBC) - 거지(하거)
- 정복자 펠레 (MBC) - 닐(버스터 라르센)
- 우나기 (MBC) - 분리 수거원(쿠노사키 세이지)

### 애니
- 갓슈벨 (대원방송) - 파르코 포르고레 / 이와시마
- 개골개골 마법사 (대교방송) - 포포
- 건담 08MS소대 (대원방송) - 기렌 자비 / 로브 / 지온군 / 키다리 / 파일럿 2
- 건담08 MS소대 라스트 리조트 (대원방송) - 오퍼레이터
- 건스워드 (애니맥스)
- 검용전설 야이바 (대교방송)
- 경계의 린네 (재능방송) - 마사토
- 공주님 조심하세요! (애니맥스) - 개 / 주인
- 그녀는 매직걸 (애니맥스) - 히코노
- 극상 학생회 (대원방송) - 고큐/ 카즈히로 / 심판 / 남학생
- 꼬마돌 도도 (MBC) - 파솔
- 꼬마마법사 레미 샵 (MBC)
- 꼬마마법사 레미 포르테 (MBC)
- 꾸러기 닌자 토리 2 (재능방송) - 조련사 / 남자 / 돌고래 / 카메라맨
- 꿈의 보석 프리즘스톤 (SBS) - 윤수 / 타미 / 팽귄 선생님
- 꿈의 라이브 프리즘스톤 (SBS) - 윤세찬 / 백루한 회장 / 팽귄 선생님 / 김영두 (김아람의 아버지)
- 내 친구 누비 (KBS)
- 눈의 여왕 (대원방송) - 칼
- 데스노트 (애니원) - 드레드
- 돌아온 형사 가제트 (대원방송) - 장군
- 동글동글 문어빵맨 (재능방송) - 촌장
- 디지몬 고스트 게임 (재능TV) - 스플래시몬
- 라이브온 카드리버 (재능방송)
- 록맨 에그제 비스트 (애니맥스) - 바렐
- 루팡 3세 TV 스페셜 (대원방송) - 메쉬
- 마음의 소리 (애니맥스) - 조석 아빠
- 머더 프린세스 (애니맥스) - 아카마시
- 머메이드 멜로디 피치피치핏치 (대원방송) - 태일 / 성수
- 머메이드 멜로디 피치피치핏치 퓨어 (대원방송) - 대일 / 비서 / 성수/ 고대인류
- 명랑 개구리 뽕키치 (재능방송) - 안철웅 / 장미 아빠
- 몬스터 왕자 몽짱 (카툰네트워크) - 프랑켄
- 미니프로그램 - 아유마유 극장 (애니맥스) - 사카야마
- 마음의소리 (애니맥스) - 조철왕
- 뱀파이어 기사 (애니맥스) - 카인 아카츠키
- 뱀파이어 헌터 OVA (대원방송) - 신부
- 보글보글 쿡 (MBC) - 디케이
- 블랙잭 (애니원) - 의사
- 블랙잭 OVA (대원방송) - 주인
- 블레이징 틴스 (재능방송) - 마이클
- 샤올린 특공대 (카툰네트워크) - 클레이
- 소년탐정 김전일 Original 2 (대원방송) - 아오야마
- 수왕성 (애니맥스) - 콜린 / 케빈
- 스쿨럼블 (대원방송) - 나라 켄타로 / 체육대회 중계 / 교직원
- 스쿨럼블 OVA 1학기 보충수업 (대원방송) - 나라 켄타로 / 남자 해설/ 남자
- 스튜어트 리틀 (MBC) - 조지, 유리창 청소부
- 스파이더맨 (MBC) - 더그
- 스핀배틀 몬수노 (대원방송) - 제레디
- 슬레이어즈 극장판 - 완전무결 (대원방송) - 대머리
- 심술고양이 가필드 (재능방송)
- 썬더일레븐 GO (재능방송) - 삼국태
- 썬더일레븐 GO 크로노 스톤 (재능방송) - 삼국태 / 무라사키 켄 (오다 노부나가) / 라일 / 감마
- 썬더일레븐 GO 갤럭시 (재능방송) - 삼국태
- 아이실드 21 (대원방송) - 호머
- 어떤 과학자의 초전자포 (애니맥스) - 타메조우
- 어떤 과학의 초전자포 OVA (애니맥스)
- 에어리어 88 (애니맥스) - 그레그 / 보리스
- 오! 나의 여신님 1기 (애니맥스) - 베르가르드
- 외계가족 졸리폴리 (KBS) - 포도
- 우당탕탕 잉양요 (대원방송) - 해설자 / 괴물
- 우주 여행사 야트 (재능방송) - 쿠키
- 원피스 ORIGINAL 10기 - 에니에스 로비 편 PART 3 (애니박스) - 마샬 D. 티치 / 오거
- 원피스 ORIGINAL 11기- 스릴러바크 편 (대원방송) - 마샬 D. 티치
- 원피스 ORIGINAL 13기 - 임펠다운 편 (대원방송) - 마샬 D. 티치 / 오거
- 원피스 ORIGINAL 14기 - 마린포드 편 PART1 (대원방송) - 마샬 D. 티치
- 원피스 Original 15기 - 마린포드 편 PART2 (대원방송) - 마샬 D. 티치
- 유유백서 (대원방송) - 황천
- 유후와 친구들 (KBS) - 레미, 웁스
- 응까 소타나 (MBC)
- 이겨라! 얏타맨 (재능방송) - 얏타왕
- 일지매 (SBS) - 의원
- 장금이의 꿈 (MBC) - 태양가주
- 제로의 사역마 - 삼미희의 윤무 (애니맥스) - 조제프
- 조이드 신세기제로 (대원방송) - 포르타
- 조이드 퓨처스 (대원방송) - 단
- 지구로... (애니맥스) - 솔져 블루 / 키이스 / 젤
- 챔피언 죠 (대원방송) - 레오
- 천방지축 모험왕 (대교방송) - 유니콘 / 프린스
- 샐리의 그림일기 (대교방송) - 깍깍이
- 천재소년 지미 뉴트론 (MBC) - 럭키 조(TV 아나운서)
- 초성신 그란세이저 (대원방송) - 준야
- 키즈 CSI 과학수사대 (MBC)
- 탈옥의 달인 (재능방송) - 버리 외
- 판타스틱 4 (카툰네트워크)
- 페이퍼 월드 (MBC)
- 포켓몬스터W (투니버스) - 마칸다
- 폭풍우 치는 밤에 Secret Friends (애니맥스) - 바리
- 플래쉬 & 대쉬(2기) (재능방송) - 스티븐
- 합체용사 플러스터 (재능방송) - 곤드레곤
- 하이호! 일곱난쟁이 (디즈니 채널) - 행복이
- 헌터X헌터 (대원방송) - 킬러 / 보스 / 마피아
- 헌터X헌터 리메이크 (애니맥스) - 토드 / 키라타클 / 조네스 / 이모리 / 이르미 조르딕 / 빈
- 헬로 카봇 유니버스(SBS) - 메디언트
- 헬로 카봇 붐바 (SBS) - 아레스밤밤
- 흑의 계약자 (애니맥스) - 루코 / 커크
- 히맨과 쉬라의 비밀의 검 (대원방송) - 보
- 드라큘라 이딘 (JEI 재능 TV, 채널원) - 이딘
- 내 이름은 이딘 (JEI 재능 TV, 채널원) - 이딘
- 닥터 이딘 (JEI 재능 TV) - 이딘

### 극장판 애니
- 마다가스카 3
- 메가마인드
- 썬더일레븐 GO 극장판 - 궁극의 우정 그리폰 - 삼국태
- 팬더와 친구들의 모험 - 교사
- 극장판 헬로 카봇: 달나라를 구해줘! - 메디언트
- 파이널 판타지(MBC) - 군인
- 원피스 스탬피드 - 검은수염
- 마음의 소리 스페셜 2-이어서 하자
- 마음의 소리 스페셜 3-붕어빵 부자 - 아빠

### 방송
- 아추랑 콩콩 (대교방송) - 뽀뽀 (초기)
- 헬로키즈 - 아하! 동물이야기 (MBC)

### 특촬물
- 가면라이더 가부토 (애니원) - 미시마
- 가면라이더 드래곤 극장판 (애니원) - 신지
- 가면라이더 블레이드 (애니원) - 이사카/ 피콕 언데드
- 가면라이더 아기토 극장판 (애니박스) - 료
- 파워레인저 트레저포스(대원방송) - 다크
- 파워레인저 젠카이저(대원방송) - 쥬란(젠카이 쥬란), 필라토 골드츠이카
- 긴급출동! 레스큐파이어 (재능TV) - 우카엔 / 에이지(R-5)
- 마법전사 유캔도 (재능방송) - 드래곤 유건(태호)
- 울트라맨-다이너 (대교방송) - 미야타
- 천하무적 아머히어로 (재능방송) - 서지형
- 출동! 레스큐 포스 (재능TV) - 에이지(R5)

### 라디오
- 2010.10.04 ~ 2010.10.29 TBS 서울 600년을 걷다 (TBS) <이항복 편>
- 2010.12.06 ~ 2010.12.31[TBS 서울 600년을 걷다 (TBS) <최석정 편> - 이의수 / 대신
- 2013.12.16 ~ 2013.12.27 광주 MBC 특별기획 라디오 드라마 20부작 류몽인의 어우야담 (MBC)
- 2014.07.17 ~ 2014.07.26 EBS 라디오 인물열전 (EBS) <로버트 카파 편> - 로버트 카파

### 오디오 드라마
- [ACO] 불가역 - 산
- [ACO] 반칙 - 에일권
- [ACO] 고백 - 이문
- [ACO] 밀애 - 은기조
- [ACO] 당신에게 휴식시간을 쉼표 - 두번째 휴식 : 상사
- CEO 가정교사 (Audien)
- 광장시장 이야기 (Audien)
- 내시 (Audien)
- 녹슨 상자 (Audien) - 은제환
- 대한민국 일등상품 마케팅 전략 (Audien)
- 도요타TOYOTA 일본 10년의 불황을 이겨낸 힘 (Audien)
- 로맨스 흥부뎐 (Audien) - 현선
- 리더십 특강 (Audien)
- 문무왕 (Audien)
- 문신 (Audien) - 정태준
- 상해연가 (Audien)
- 아름다운 시절 (Audien)
- 어느 전투 조종사의 사랑 (Audien) - 김대위
- 어머니는 누구일까 (Audien)
- 오늘, 행복하여라 (Audien)
- 이분법 사회를 넘어서 (Audien)
- 자유를 향한 비상구 (Audien) - 여병순
- 칠석야 (Audien) - 국일한
- 최고 경영자 리치골드, 운명을 바꾼 경영수업 (Audien)
- 푸른 꿈을 꾸다 (Audien)
- 햇빛 아래 그가 있다 (Audien) - 최은규

### 게임
- 기동전사 건담 - 해후의 우주 -  Soldiers and Pilots
- 하프라이프 2(밸브 코퍼레이션) - 보르디곤트
- 헤일로 2
- 헤일로 3
- 헤일로 리치 - 병사1 역

## 기타 사항
- 2015 한국성우 이벤트 <혼자라서 좋은 날> 출연

## 같이 보기
- 문화방송 성우극회